# Ragni Malmstén

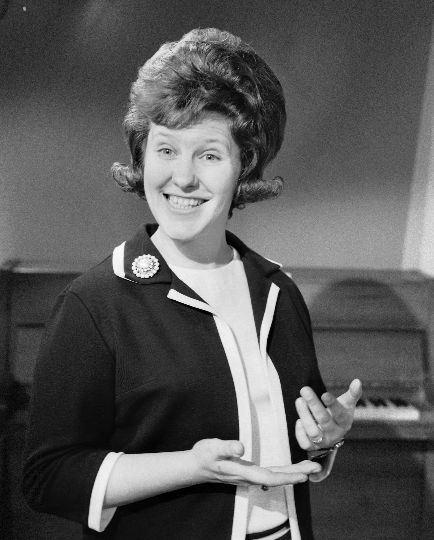
Ragni Malmstén år 1962.

Ragni Malmstén, född 2 oktober 1933 i Helsingfors, död 25 maj 2002 i Helsingfors, var en finländsk sångerska.

## Biografi
Malmstén var dotter till sångaren Georg Malmstén och inledde sin inspelningskarriär tillsammans med fadern. Hon studerade klassisk musik vid Sibelius-akademin, men började intressera sig för olika musikgenrer. Malmstén framförde både barnvisor och humoristisk schlager, men även flera av sin fars sånger. På 1960-talet arbetade Malmstén på Musik-Fazer, där hon var chef för tidningen Suosikki. Vid samma tid började hon göra skivinspelningar för Fazer. Malmstén gjorde totalt 187 skivinspelningar, men var även vid sidan om dessa verksam som sångtextförfattare och kompositör. Bland hennes kompositioner märks bland andra Mä laihdutan, med text av Juha Vainio.
År 1995 tilldelades Malmstén Emma-priset.